# 미근동
미근동은 서울 서대문구의 법정동으로 행정동 충현동 관할 하에 있다.

## 연혁
1975년 10월 1일 서대문구에서 중구로 의주로의 일부 지역이 편입될때 중구에 편입되지 않은 잔여지가 미근동에 병합되었다.

## 같이 보기
- 대한민국의 행정 구역